# Mimotrypanius samoanus
Mimotrypanius samoanus är en skalbaggsart som beskrevs av Stefan von Breuning 1973. Mimotrypanius samoanus ingår i släktet Mimotrypanius och familjen långhorningar.
Artens utbredningsområde är Samoa. Inga underarter finns listade i Catalogue of Life.